# Admeto
Admeto, Re di Tessaglia (HWV 22) ist eine Oper (Dramma per musica) in drei Akten von Georg Friedrich Händel. Titelheld der Oper ist König Admetos aus der griechischen Mythologie. Es war die zweite Oper für das Sänger-Triumvirat Bordoni/Cuzzoni/Senesino.

## Entstehung
Die siebte Spielzeit der Royal Academy of Music 1725/26 wurde mit einer letzten Vorstellung von Alessandro am 7. Juni 1726 vorzeitig beendet, weil sich der Starkastrat Senesino für „gesundheitlich indisponiert“ erklärt hatte und, um sich auszukurieren, nach Italien abgereist war. Dies war auch der Grund dafür, dass Händel die nächste Opernsaison erst verspätet am 7. Januar 1727 mit Lucio Vero, imperator di Roma von Attilio Ariosti begann. Über den Winter war das Haymarket-Theatre von einer Stagione italienischer Komödianten bespielt worden.
Händel beendete die Komposition von Admeto am 10. November 1726. Dieses Datum hatte Charles Jennens an das Ende von einer der sechs überlieferten Abschriften notiert, der sogenannten „Flower Kopie“. Dieser muss es wohl von dem heute verlorenen Autographen übernommen haben.
Die Uraufführung fand am 31. Januar 1727 statt. Die Oper kam in dieser Saison bis zum 18. April auf neunzehn Vorstellungen – mehr als jede andere Händeloper innerhalb einer Spielzeit.
Händels Orchester setzte sich (nach den Angaben des französischen Touristen P. J. Fougeroux, der 1728 einer Londoner Aufführung von Admeto beiwohnte) aus 24 Violinen und Bratschen, drei Violoncelli, zwei Kontrabässen, zwei Cembali (von denen Händel als Leiter der Aufführung am ersten saß), einer Theorbe, drei Fagotten neben den Holz- (Oboen, Flöten) und Blechbläsern (Hörnern und Trompeten) zusammen. Die Rezitative wurden dabei von einem Violoncello, den beiden Cembali (im Wechsel der Personenauftritte) und der Theorbe begleitet.

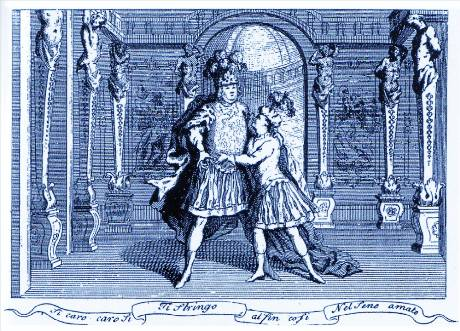
Senesino und die Bordoni in Admeto, London 1727. Der Beginn des Textes von Alcestes letzter Arie (Nr. 38) ist am Fuße der Karikatur zu lesen: «Sì caro, caro sì, …».

Der Konflikt zwischen den italienischen Sängerinnen Faustina Bordoni und Francesca Cuzzoni, der sich in der vorangegangenen Spielzeit schon angedeutet hatte und von der Londoner Presse durchaus nicht beschwichtigend begleitet wurde, setzte sich im Laufe der Saison fort. Johann Joachim Quantz, der spätere Flötenlehrer Friedrichs II. und königliche Hofkapellmeister in Berlin, der gerade einen Wechsel nach London erwog, erlebte im März eine Aufführung der Oper und gibt in seiner Lebensbeschreibung einen ausführlichen Bericht (siehe Erfolg & Kritik). Er besuchte im Mai auch eine Aufführung der Oper Astianatte von Bononcini, in der die gleichen Sänger auf der Bühne standen und er berichtete:

„Die zweyte Oper welche ich in London hörete, war vom Bononcini; sie fand aber nicht so großen Beyfall als die erste [Admeto]. Händels Grundstimme überwog Bononcinis Oberstimme. In dieser Oper äußerten sich zwo Partheyen, eine für die Faustina, die andere für die Cuzzoni. Diese Partheyen waren so wider einander aufgebracht, daß die eine pfiff, wenn die andere in die Hände klatschete, und umgekehrt: bis endlich deswegen die Opern, auf eine Zeit eingestellet werden mußten.“

In der Vorstellung am 6. Juni dieser (letzten Londoner) Oper Bononcinis erreichten die schon von Quantz beobachteten Feindseligkeiten ihren Höhepunkt. (Dieser hatte London am 1. Juni verlassen.) Doch stellen neuere Forschungen die Frage, inwieweit die feindliche Rivalität zwischen den beiden Sopranistinnen tatsächlich zwischen diesen beiden bestand oder doch mehr vom Publikum ausgetragen und von der Presse hochstilisiert wurde. Jedenfalls wurde die Vorstellung am 6. Juni nicht wegen irgendwelcher Ereignisse auf der Bühne, sondern wegen des ungebührlichen Benehmens des Publikums in Anwesenheit der Princess of Wales abgebrochen.

“On Tuesday-night last [6. Juni], a great Disturbance happened at the Opera, occasioned by the Partisans of the Two Celebrated Rival Ladies, Cuzzoni and Faustina. The Contention at first was only carried on by Hissing on one Side, and Clapping on the other; but proceeded at length to Cat-calls, and other great Indecencies: And notwithstanding the Princess Caroline was present, no Regards were of Force to restrain the Rudenesses of the Opponents.”

„Am vergangenen Samstagabend [6. Juni] kam es im Opernhaus zu einem großen Tumult, der von den Anhängern der beiden gefeierten Rivalinnen Cuzzoni und Faustina ausging. Der Disput wurde zunächst lediglich durch Zischen auf der einen Seite, Beifall auf der anderen ausgetragen; dann gab es Katzenrufe und weitere Ungehörigkeiten. Und all dies geschah in Anwesenheit von Prinzessin Caroline. Kein Respekt vermochte die Rohheit der Widersacher zu dämmen.“

The London Journal vom gleichen Tag brachte den Bericht mit geringfügigen Abweichungen. The Craftsman vom selben Tag veröffentlichte einen Brief von „Phil-Harmonicus“ an den Herausgeber „Caleb d’Anvers“ (Nicholas Amhurst), in dem ein Schiedsgericht für die beiden Primadonnen vorgeschlagen wurde. Und im Mist’s Weekly Journal erschien im Juli eine Streitschrift The DEVIL to pay at St. JAMES’s („Der Teufel ist los in St. James“). Darin heißt es:

“But who would have thought the Infection should reach the Hay-market and inspire Two Singing Ladies to pull each other’s Coiffs […] for it is certainly an apparent Shame that two such well bred Ladies should call Bitch and Whore, should scold and fight like any Billingsgates.”

„Wer hätte gedacht, dass diese Seuche bis zum Haymarket reichen und zwei singende Damen dazu veranlassen würde, einander an den Haaren zu ziehen […] es ist doch wirklich eine Schande, dass zwei so wohlerzogene Damen einander Hure und Dirne nennen, schimpfen und raufen wie irgendwelche Marktweiber.“

Die Londoner Satirenschreiber machten sich den Theaterskandal schnell zunutze. In einer hastig produzierten Spottschrift mit dem Titel The Contre Temps; or, Rival Queans … spielt sich dieselbe Szene im Tempel der Zwietracht ab. Händel steht schicksalsergeben daneben, als die beiden Damen übereinander herfallen:
| I think ’tis best – to let ’em fight it out: Oil to the Flames you add, to stop their Rage; When tir’d, of Course, their Fury will asswage. | Ich halt dafür, man läßt sie ruhig fechten hier gießt man Öl zur Flamme, wollt man schlichten wenn müde, legt ihr Rasen sich von selbst. |

Mit der abgebrochenen Aufführung am 6. Juni 1727 war die achte Spielzeit der Royal Academy of Music beendet.

## Libretto
Es ist nicht bekannt, wer das Textbuch für Händel aufbereitete, aber man kann fast sicher annehmen, dass es Nicola Francesco Haym war. Möglich wäre auch noch Paolo Antonio Rolli, da beide in diesen Jahren für die Opernakademie arbeiteten.
Das erste Libretto zu diesem Thema ist Aurelio Aurelis L’Antigona delusa da Alceste, das von Pietro Andrea Ziani für Venedig 1660 erstmals vertont wurde. In der Folge wurde es oft aufgeführt: 1661 in Bologna, 1662 in Mailand, 1669 in Neapel, 1670 in Venedig und schließlich 1679 und 1681 in Hannover. Dieses Hannoveraner Textbuch mit dem Titel L’Alceste ist eine Bearbeitung von Aurelis Dichtung des kurfürstlich-hannoverschen Hofpoeten Ortensio Mauro. Der unbekannte Komponist Matthio Trento ergänzte dafür die Musik Zianis. Vermutlich das 1679er Libretto war die direkte Grundlage für die Adaption des Stoffes für Händel, denn die Arie Gelosia, spietata Aletto (Nr. 23) ist nur in diesem enthalten. Es gibt keinen Grund anzunehmen, dass dem Librettisten Händels mehr als eine Quelle vorlag.
Besetzung der Uraufführung:
- Admeto – Francesco Bernardi, genannt „Senesino“ (Mezzosoprankastrat)
- Alceste – Faustina Bordoni (Sopran)
- Antigona – Francesca Cuzzoni (Sopran)
- Trasimede – Antonio Baldi (Altkastrat)
- Ercole – Giuseppe Maria Boschi (Bass)
- Orindo – Anna Vicenza Dotti (Alt)
- Meraspe – Giovanni Battista Palmerini (Bass)

In der nächsten Saison erfolgte eine Wiederaufnahme für neun Aufführungen von September 1727 bis Juni 1728. Hier sang anstelle der ausgeschiedenen Anna Dotti eine Mrs. Wright den Orindo (vorher: Orinda), und mit einer Aufführung von Admeto schloss die Akademie aufgrund einer abermaligen Erkrankung Senesinos am 1. Juni 1728 verfrüht die Saison ab. Das war das Ende der sogenannten ersten Opernakademie: Die Gesellschaft wurde danach endgültig aufgelöst.
Eine weitere Wiederaufnahme (dann für die New Academy), für sechs Vorstellungen, fällt in den Dezember 1731/Januar 1732. Hierfür waren alle Sänger neu, und Händel arbeitete die Oper erheblich um. Neun Arien wurden gestrichen und dafür sechs neue hinzugefügt, Ercole wurde eine Tenorpartie, und die Rolle des Orindo fiel weg. Eine weitere geplante Aufführung am 4. Januar fiel, wegen der Erkrankung eines Sängers, aus.
Auch in Hamburg und Braunschweig stand das Werk, beginnend im August 1729, in den 1730er Jahren unter dem Titel Admetus, König in Thessalien auf dem Spielplan. In Braunschweig hatte Georg Caspar Schürmann für die Rezitative und den Schlusschor eine deutsche Textfassung gemacht und bei den Aufführungen 1729, 1732 und 1739 auch die musikalische Leitung.
An der Hamburger Oper am Gänsemarkt wurde das Werk zwischen 1730 und 1736 dreizehnmal gespielt. Die Arien wurden auch hier wie üblich auf Italienisch und die Rezitative auf Deutsch (Textfassung: Christoph Gottlieb Wend) gesungen. Die musikalische Leitung dieser Aufführungen hatte Georg Philipp Telemann, der auch einige Arien hinzukomponiert hatte.
Eine Neuinszenierung in London fand dann im Jahr 1754 statt, wieder am Haymarket, unter dem jetzigen Direktor Francesco Vanneschi, zu der Händel Besetzungs- und Transpositionsvorschläge gemacht haben soll. Sonst war Händel daran nicht beteiligt, da er inzwischen weitgehend erblindet war. Es war eine Mischung aus den Fassungen von 1727 und 1731. Höchstwahrscheinlich wurden Händels Autograph und seine Direktionspartitur (Handexemplar) für diese Aufführungen benutzt, denn diese sind seitdem verschollen. (Die Oper ist durch Abschriften überliefert.) Die erste dieser insgesamt fünf Vorstellungen wurde am 12. März gegeben. Die Aufführung vom 6. April 1754 gilt als letzte Bühnenaufführung einer Händeloper bis zum 20. Jahrhundert. (Diese „Auszeit“ wurde am 26. Juni 1920 mit der Aufführung der Oper Rodelinda in Göttingen beendet.)
Die erste moderne Wiedergabe von Admeto fand am 14. Oktober 1925 in deutscher Sprache (Textfassung: Hans Dütschke) und mit den für die Kastratenpartien in dieser Zeit üblichen Oktavtranspositionen in Braunschweig unter der Leitung von Franz Mikorey statt.
Die erste Darbietung des Stückes in historischer Aufführungspraxis war eine konzertante Aufführung im Zusammenhang mit der Schallplattenproduktion des gesamten Werkes am 2. Juni 1977 im Rahmen des Holland Festivals im Concertgebouw in Amsterdam durch Il complesso barocco unter Leitung von Alan Curtis.

## Handlung

### Historischer und literarischer Hintergrund

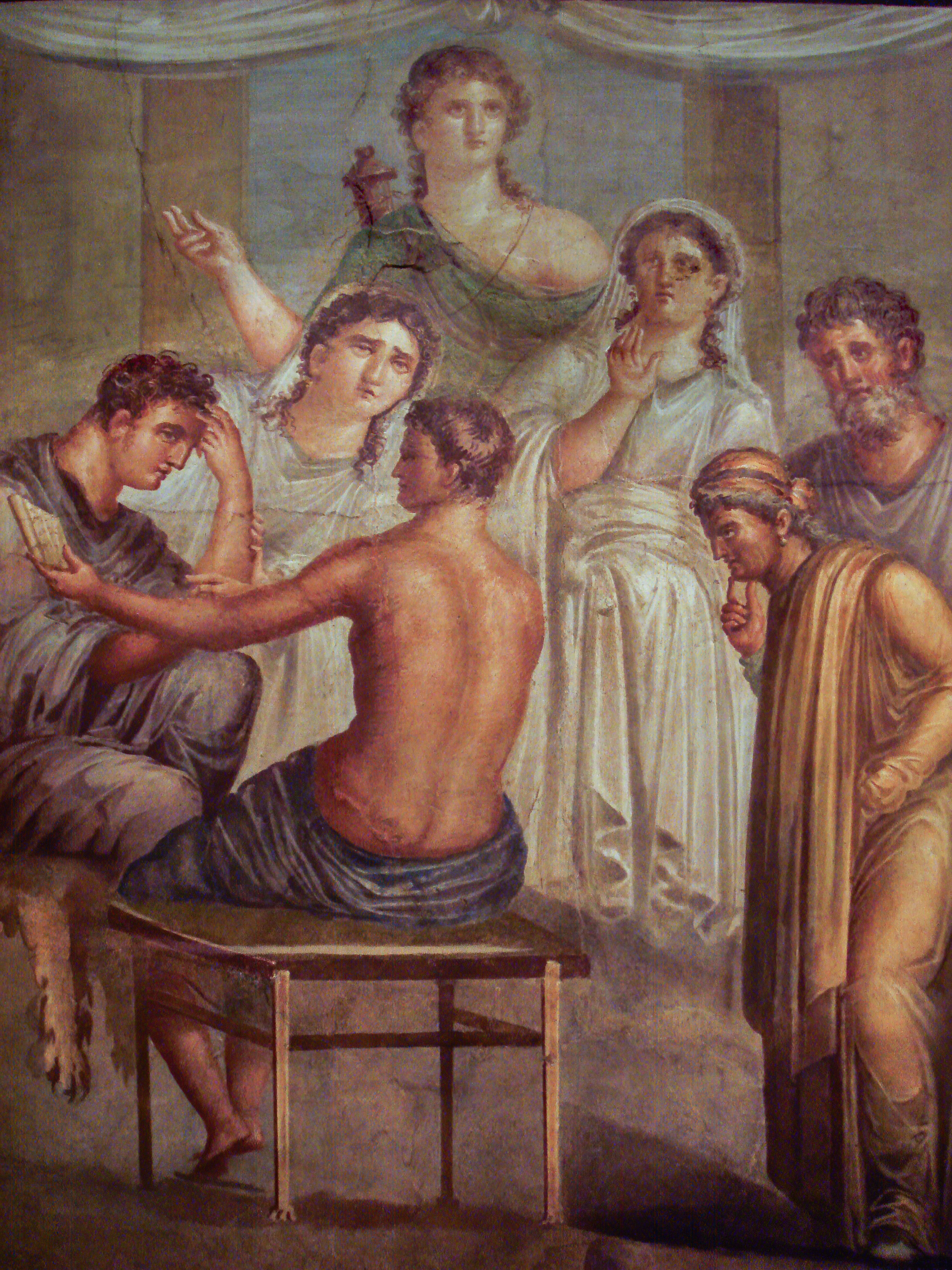
Admeto und Alceste, Pompeji, Haus des Tragödiendichters Archäologisches Nationalmuseum Neapel

Admetos ist in der griechischen Mythologie der König von Pherai in Thessalien. Von großer Nachwirkung und ein zwiespältiges Bild des Admetos zeichnend war Euripides’ Tragödie Alkestis (438 v. Chr.). In dieser wird geschildert, wie Admetos um Alkestis, der Tochter des Königs Pelias, warb. Letzterer stimmte einer Heirat aber nur unter dem Vorbehalt zu, dass Admetos es vermöge, einen Wagen gezogen von einem Löwen und einem Eber nach Iolkos zu lenken. Admetos gelang dies mit der Hilfe Apollons, und das Paar heiratete.
Als Admetos jedoch vergaß, das übliche Opfer für die Hochzeit darzubringen, forderte die Göttin Artemis seinen Tod. Apollon überzeugte aber die Parzen, dass jemand anderes für Admetos sein Leben geben dürfe. Niemand außer Alkestis war dazu bereit.
Thrasymedes ist ein Sohn des Nestor. In der Ilias ist er gemeinsam mit seinem Vater und seinem Bruder Antilochos ein Teilnehmer am Trojanischen Krieg. Aber außer dem Namen hat die Rolle des Trasimede mit dieser historischen Figur nichts gemein.
Auch Antigone ist ebenso ein bekannter Name. Sie ist in der Mythologie die Tochter von Laomedon, dem König von Troja, und die Schwester des Priamos. Aber auch sie war keine Vorlage für die Rolle der Antigona in diesem Libretto.

### Erster Akt
Saal in Admetos Palast, mit seinem Krankenbett und einer Statue Apollos. Admeto, der König von Thessalien, liegt im Sterben. In seinen Wahnvorstellungen und Träumen wird er von Geistern und Dämonen heimgesucht. Der Höfling Orindo erzählt ihm, dass es seinem Bruder Trasimede ebenfalls schlecht geht, da er vom Portrait einer Frau besessen ist. Da kommt der berühmte Held Ercole herein, der seinem alten Freund einen Besuch abstattet, um mit seinen Heldentaten zu prahlen und um sich von ihm zu verabschieden. Währenddessen betet Alceste zu Apollo um das Leben ihres Mannes. Die Statue antwortet, dass nur der Tod eines nahen Verwandten das Leben des todgeweihten Königs retten kann. Alceste beschließt, ihr Leben für ihren Ehemann zu opfern.
In einem Waldstück. Antigona und ihr Lehrer und Erzieher Meraspe sind aus Troja geflohen, das vor einiger Zeit von Ercole geplündert wurde. Sie fristen ihr Dasein als Hirten in einem nahe gelegenen Wald. Antigona hat von der Krankheit Admetos gehört und sieht diese als Strafe der Götter, da er ihr einst die Ehe versprochen, jedoch die Verlobung mit ihr gelöst hatte, um Alceste heiraten zu können. Sie schickt Meraspe in den Palast und weist ihn an, sich als ihr Vater auszugeben.

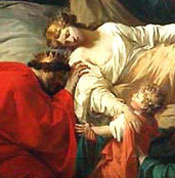
Der Tod der Alceste, von Pierre Peyron (1785)

Im Garten des königlichen Palastes. Alceste ist bereit zu sterben. Ihre Hofdamen, die sie davon unter Tränen abhalten wollen, schickt sie weg mit dem Befehl, ihr Opfer nicht zu beklagen. Sie ersticht sich daraufhin.
Da kommen Ercole und Admeto, der sich über seine Wiedergenesung freut. Da hören sie Klagerufe. Sie gehen denselben auf den Grund und finden die Leiche Alcestes. Admeto, der seine Gemahlin über alles liebt, bittet Ercole, sie aus der Unterwelt zu retten, so wie er es einst mit Theseus getan hatte. Ercole stimmt zu.
Im Waldstück wie zuvor. Meraspe kehrt zu Antigona in den Wald zurück und verkündet ihr den Tod der Rivalin und erzählt von den Geschehnissen im königlichen Palast. Diese freut sich, da sie nun endlich Admeto heiraten kann. 
Eine Jagdgesellschaft nähert sich, angeführt von Trasimede, dem Bruder Admetos, der allerdings nicht recht bei der Sache zu sein scheint, da er ein Bild einer Frau bei sich trägt, das er zu vergöttern scheint. Er erkennt in Antigona die Frau auf seinem Portrait und fragt beide nach ihren Namen. Sie seien „Rosilda“ und der Mann bei ihr sei ihr Vater, genannt „Fidalbo“. Trasimede bietet ihnen eine Anstellung als Gärtner im Palast an, was Antigona gerne annimmt, da sie so Admeto nah sein kann und hofft, ihm eine Lektion erteilen zu können.

### Zweiter Akt

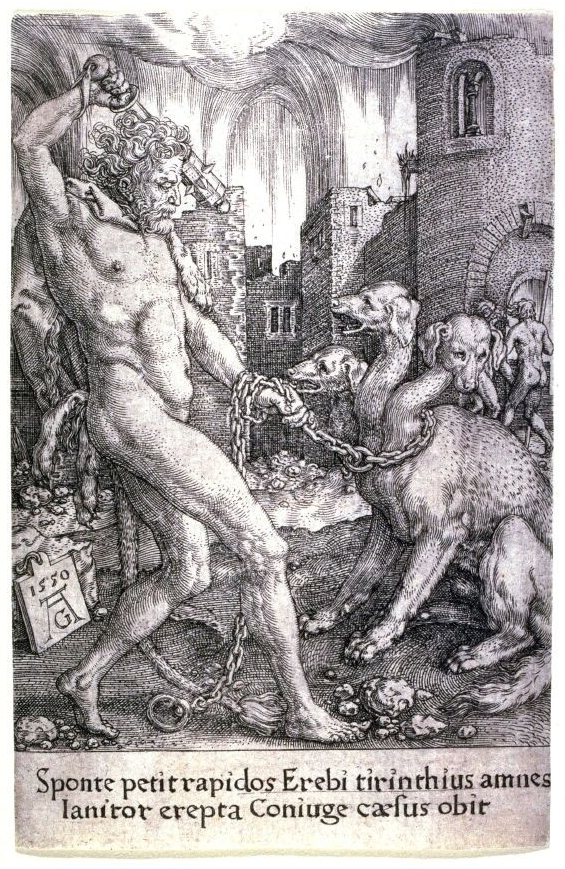
Herkules und Cerberus, Kupferstich von Heinrich Aldegrever (Soest, 1550)

In der Unterwelt. Einige Jahre später. Alceste ist im Hades, wo sie an einen Felsen gekettet wurde und von Furien und bösen Geistern gequält und vom Höllenhund Cerberus bewacht wird. Ercole erscheint, besiegt Cerberus im Kampf und zerreißt Alcestes Ketten. Danach vertreibt er die Furien und befreit Alceste aus der Unterwelt. Sie freut sich, wieder mit ihrem Gatten vereint sein zu können.
Im Garten des Palastes. Antigona arbeitet nun als Gärtnerin im Palast, wo sie die Aufmerksamkeit des Höflings Orindo auf sich gezogen hat, den sie jedoch verschmäht. Trasimede hat das Interesse an dem Portrait verloren, von dem er so besessen war. Jetzt hat er es auf „Rosilda“ abgesehen, die dem Bildnis so sehr ähnelt, und wirft dieses beiseite, woraufhin Orindo es aufhebt. Antigona alias „Rosilda“ interessiert sich jedoch für niemanden außer König Admeto und weist auch Trasimede zurück.
Orindo bringt das Portrait zu Admeto und sagt ihm, dass Trasimede nicht ehrlich gewesen sei, als er ihm ein anderes Bildnis der trojanischen Prinzessin gezeigt habe, mit der er verlobt war. Trasimede hatte es offensichtlich durch das Bild eines weit weniger attraktiven Mädchens ersetzt. Admeto ist erstaunt über die Ähnlichkeit des Portraits mit seiner neuen Gärtnerin „Rosilda“. Sie erzählt ihm, dass Prinzessin Antigona tot sei und fragt ihn, ob er sie heiraten würde, wenn diese noch am Leben wäre. Admeto gibt keine zufriedenstellende Antwort und lässt „Rosilda“ immer noch sehr unglücklich zurück.
Im Wald. Alceste, ins Leben zurückgekehrt, hat sich als Soldat verkleidet, um herauszufinden, ob Admeto sich in der Zwischenzeit erneut verliebt hat. Sie bittet Ercole in der Zwischenzeit zu Admeto zu gehen und ihm auszurichten, dass er sie nicht habe finden können. 
Admeto ist deprimiert und sucht die Einsamkeit. Der Grund seiner Niedergeschlagenheit ist die Tatsache, dass er zwei Frauen liebt, die nicht mehr am Leben zu sein scheinen. Er beschließt darum, selbst zu sterben. 
Trasimede, der „Rosilda“ gefangen nehmen ließ, lässt sie nun wegen der Ähnlichkeit zu Antigonas Portrait wieder frei. Ein Page bringt Trasimede ein Bild Admetos. Trasimede lässt es in den Palast zurückbringen, wobei es der Page verliert. „Rosilda“ hebt das Bild auf und küsst es, wobei sie von Alceste beobachtet wird, die auch das Bild gesehen hat. 
Sie fragt Antigona, ob sie Admeto liebe, und sie bejaht es. Auf die Frage, ob dieser sie auch liebe, weiß sie keine Antwort und schweigt deshalb. Alceste befürchtet das Schlimmste und möchte ihren Gatten schon verfluchen. Sie will aber erst die ganze Wahrheit erfahren, bevor sie einen Fehler begeht.

### Dritter Akt
Ein Hof. Aufgeregt erzählt Meraspe Admeto die Wahrheit über „Rosilda“/Antigona und auch über ihren Plan den König zu heiraten. Da kommt Orindo herein und erzählt von Ercole, der allein aus der Unterwelt zurückgekommen ist. Er wird aber gleich darauf wieder weggeschickt, um Antigona zu befreien, nichtsahnend, dass sie schon frei ist.
Meraspe versichert Admeto, dass Antigona ihn liebe und ihm immer treu ergeben sein wird. Admeto steckt nun im Dilemma. Einerseits vergeht er vor Sehnsucht nach seiner toten Alceste, andererseits möchte er die Zuneigung Antigonas genießen. Ercole versucht Admeto einzureden, dass Alceste im Elysium sein muss, da er sie in der Unterwelt nicht finden konnte. Der Versuch gelingt: Er glaubt ihm. Aber er beschließt auch, sich Antigona zuzuwenden. Ercole, etwas geschockt, dass seine Geschichte nicht das bewirkt, was sie sollte, vermutet, dass Alceste wohl allen Grund zur Eifersucht hat.
Antigona ist allein. Sie küsst erneut Admetos Bild und wird von Alceste überrascht, die es ihr entreißt. Orindo erscheint, und da Alceste noch immer verkleidet ist, verhaftet er den „Soldaten“. Er hält sie für den Entführer Antigonas. Dieselbe nimmt sich wieder das Bild. Ercole kehrt zurück und ist erstaunt, Alceste in Ketten zu sehen. Er weist die Soldaten an, sie freizulassen und sagt ihr, dass der König eine andere Frau liebt. Alceste ist außer sich vor Wut, kann sich aber beherrschen.
Im Palast. Trasimede fällt auf das von Meraspe verbreitete Gerücht herein, dass Antigona Admeto heiraten soll. Meraspe verkündet dabei „Rosildas“ wahre Identität. Admeto und Antigona schwören sich ihre Liebe und werden von Trasimede und Alceste belauscht. Da stürzt sich Trasimede auf seinen Bruder, mit einem Schwert bewaffnet, um ihn zu töten. Alceste kann ihm aber gerade noch das Schwert aus der Hand nehmen und wird von Admeto als sein Angreifer „erkannt“, da Trasimede sich verstecken kann. Der König lässt Alceste festnehmen. Nun erkennt er seine totgeglaubte Gattin. Trasimede traut sich nun auch aus seinem Versteck und der König vergibt ihm. Dieser zögert nun, welcher Frau er sein Herz schenken soll.
Da ergreift Antigona seine Hand und legt selbige in Alcestes Hand. Sie soll seine Gattin bleiben, denn sie hat ihm zweimal das Leben gerettet. Alceste singt ein Liebeslied für ihren Gatten, der seine Schuld anerkennt: Der einen schuldet er sein Leben, der anderen seine Ehre. Trasimede indes bleibt unbelohnt.

## Musik
Eine nähere Bekanntschaft mit der Musik, der Erfindungskraft in formaler Hinsicht und überhaupt der gesamten Behandlung des musikalischen Materials innerhalb der hier gebrauchten Formen von Rezitativ und Arie durch Händel enthüllt schnell, mit welch genialer Meisterschaft er die Mittel der Opera seria zur Charakterisierung von Personen, ihrer Gefühle und Leidenschaften einsetzt, sie schöpferisch weiterentwickelt und bis an die Grenzen ihrer Ausdrucksmöglichkeiten führt. Es ist sicher nicht zu viel behauptet, wenn man Admeto als eine der großartigsten Schöpfungen unter Händels rund 40 musikdramatischen Meisterwerken bezeichnet, in der er wie in kaum einer anderen Oper weit in die Zukunft dieser oft geschmähten, aber immer wieder sich aus sich selbst heraus erneuernden dramatischen Kunstgattung vorstößt. Gerade in der Darstellung individueller Charaktere, aber auch des Übernatürlichen und des Dramatisch-Effektvollen, deren diese Oper so reich ist, weist die Admeto-Partitur weit ins 18. Jahrhundert hinein und lässt erkennen, was Meister wie Christoph Willibald Gluck oder Wolfgang Amadeus Mozart Händels konstruktivem Ausdrucksvermögen gerade auf dem Gebiet der Oper verdanken.
Die musikalische Charakterisierung der einzelnen Handlungsträger ist von außerordentlicher Ausdruckskraft geprägt. Die zentrale Figur des Dramas ist nicht mehr – wie im antiken Sujet – Alceste, sondern der Titelheld Admeto, der nichts mehr von der unentschlossenen Haltung seines schwächlichen antiken Vorgängers zeigt, der sich dem Gefühl des von dunklen Mächten Getriebenseins auslieferte und vor Selbstmitleid überfloss, als er von Alkestis’ Tod erfährt und daraufhin schwört, nie wieder zu lieben. In der Oper findet sich nichts davon: Admeto ahnt nach seiner plötzlichen Wiedergenesung noch nichts von Alcestes Opfertod, und als er schließlich doch durch ihren Abschiedsbrief davon erfährt, ist seine Reaktion darauf zutiefst menschlich und glaubhaft. Seine Hinwendung zu Antigona erfolgt erst dann, als er glauben muss, dass die Mission des Ercole fehlgeschlagen ist und er Alceste für immer verloren hat. Da scheint ihm das plötzliche Auftauchen Antigonas wie ein Wink des Schicksals zu sein, die ja ohnehin seine Gattin geworden wäre, wenn sein Bruder Trasimede ihn nicht mit dem falschen Porträt getäuscht hätte. Als Alceste sich schließlich zu erkennen gibt, nachdem sie ihn vor dem meuchlerischen Anschlag seines Bruders bewahrt und ihm so zum zweiten Mal das Leben gerettet hat, möchte er vor Scham darüber versinken, aber doch zugleich seinem königlichen Wort Antigona gegenüber treu bleiben, und nur diese kann ihn durch ihren Verzicht wieder aufrichten („Alceste verdanke ich das Leben, doch dir, schöne Antigona, die Ehre. Beide werde ich auch fortan beständig im Herzen tragen!“, heißt es dazu im Schlussrezitativ).

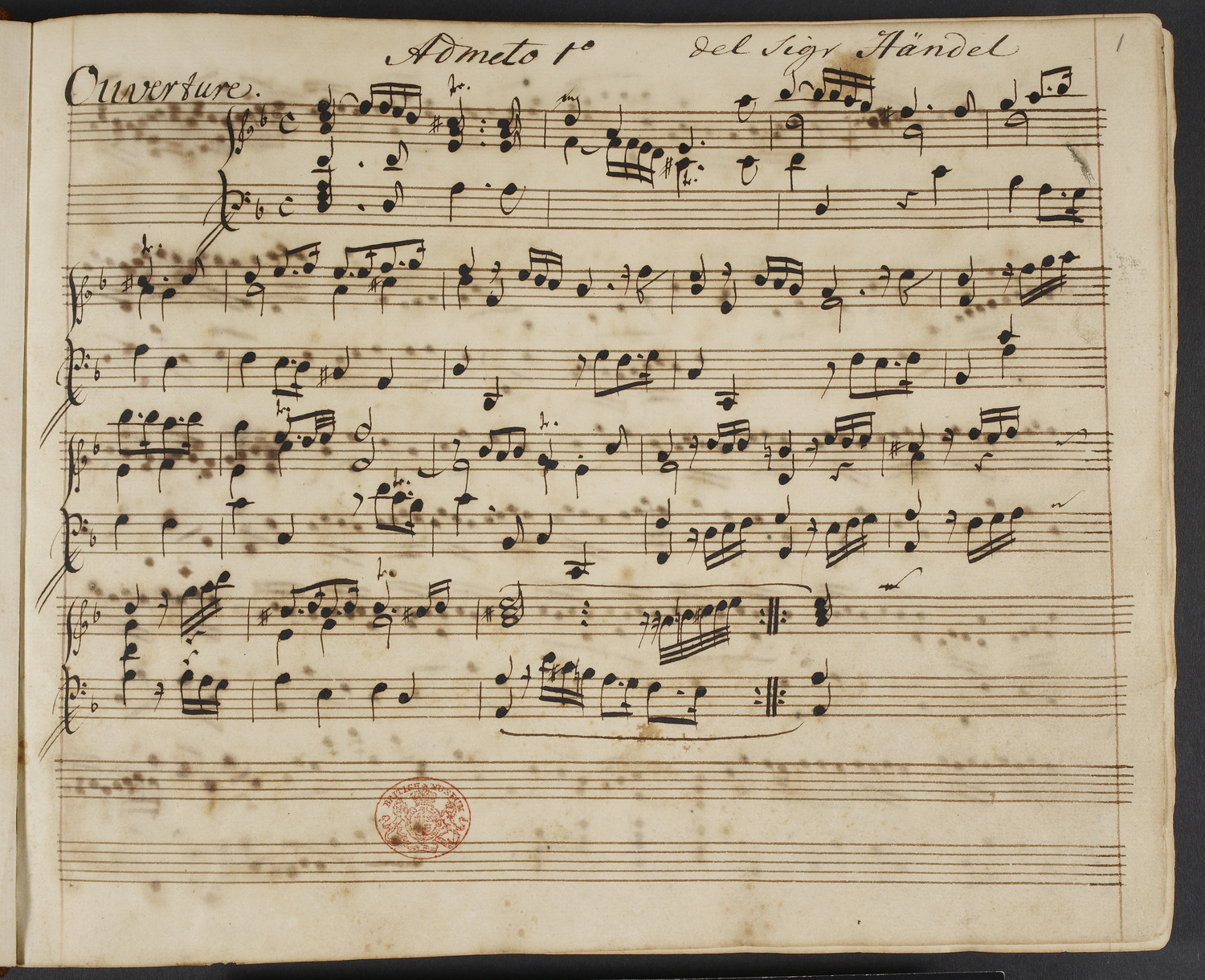
Beginn der Ouverture in der Handschrift des älteren John Christopher Smith

Händel stattet Senesinos Titelrolle mit einer großartigen Musik aus und schafft eine meisterhafte Introduktion mit einer breit angelegten Eingangsszene, in der wir Zeuge von Admetos – nicht Alcestes – Todeskampf werden. Schon die düstere, zweiteilige Ouvertüre im französischen Stil mit ihrer unheimlichen Geschwätzigkeit der Sechzehntel-Figurationen im Allegro-Teil, die wie das Murmeln geheimnisvoller, das Lager des sterbenden Königs umschleichender Schatten anmuten, führt in die schaurige Stimmung ein.
In seiner General history of Music … schreibt Charles Burney, ihm wurde

“[…] told by persons who heard this opera performed when it first came out, that Senesino never sung or acted better, or more to the satisfaction of the public, than in this scene.”

„[…] durch Personen, die diese Oper hörten, als sie neu herausgebracht war, erzählt, dass Senesino nie besser gesungen und gespielt oder das Publikum mehr in seinen Bann gezogen hat, als in dieser Szene.“

Senesinos Rolle ist vielleicht die am effektvollsten ausbalancierte Partie der gesamten Oper. Er hat je zwei bzw. drei Soloszenen in jedem Akt, die miteinander in vollendetem Kontrast stehen und so seinem großartigen sängerischen und darstellerischen Gestaltungsvermögen die besten Möglichkeiten boten, sich im Sinne des Dramas in Szene zu setzen. Das geschieht in der D-Dur-Arie Cangiò d’aspetto il crudo fato („Das böse Schicksal hat sich gewendet“, Nr. 9) mit überschwänglicher Freude in einer großen melodischen Geste, die dennoch die tiefe innere Bewegtheit des von Schmerz und Todesängsten befreiten Königs widerspiegelt und keinesfalls nur als äußerlicher Chiaroscuro auf die vorangehende schmerzerfüllte e-Moll-Abschiedsarie der Alceste (Spera, sì, mio caro bene, Nr. 5b) wirkt. Die unmittelbar in der nächsten Szene folgende Arie Un lampo è la speranza (Nr. 10) in h-Moll zeigt dagegen die ganze zitternde Verzweiflung Admetos über den Verlust der geliebten Gattin; geradezu wild entschlossen, sich an jedes Fünkchen Hoffnung zu klammern, dass Ercole ihm vielleicht doch die Tote zurückbringen kann, fühlt sich Admeto zwischen Verzweiflung und Hoffnung hin- und hergerissen, und Händel nutzt hierbei den antithetischen Formaufbau der Da-capo-Arie vollendet für die Darstellung dieser zerrissenen Stimmung des Königs aus. Die gleichen, zwischen Trauer und Hoffnung schwebenden Gefühle drücken sich in den beiden Arien des zweiten Aktes aus; die erste (Sparite, oh pensieri, Nr. 21) steht in E-Dur und ist tränenerfüllt, voller sehnsuchtsvoller Seufzer nach der geliebten Alceste, die zweite (Ah, sì, morrò, Nr. 25), in f-Moll, wird von einem ausdrucksvoll deklamierten Accompagnato eingeleitet und gibt Admetos Verzweiflung über den vermeintlichen Tod beider Frauen, deren Liebe er verloren glaubt, in stockendem Melodiefluss wieder, der nur eine kleine instrumentale Floskel einem tröstenden Gedanken entgegensetzt.
Das, was der italienische Opernbesucher aus dem Wortlaut der ihm sprachlich vertrauten poetischen Vorlage entnahm, drücken Händels Sätze auf diese Weise sehr oft in ihrer gesamten kompositorischen Struktur aus; der semantische Charakter seiner Musik, die gleichsam „sprechenden“ Motive und klangbetonten Ritornellphrasen mussten all das aussagen, was dem englischen Zuhörer oft mangels italienischer Sprachkenntnisse im Text verborgen blieb. Ein größerer Kontrast zwischen dieser Soloszene des Admeto und dem rasenden Eifersuchtsausbruch Alcestes (Gelosia, spietata Aletto, Nr. 23) in der vorhergehenden siebten Szene lässt sich kaum denken, und Händel erweist sich in der geschickten Ausnutzung solch dramatischer Konstellationen als sorgfältig planender Bühnenautor.
Im dritten Akt wandelt sich Admeto dann zu einer entschlossenen und seiner königlichen Würde bewussten Herrschernatur. Nach dem einleitenden knapp gefassten Arioso der ersten Szene, in der sich sein Sinneswandel in nachdenklicher Reflexion über sein Schicksal im Wechselgesang zwischen fragenden Phrasen der Singstimme und den eng mit dieser verzahnten, auf und ab wogenden Einwürfen der Violinen bereits andeutet, zeigt er sich von wahrhaft königlichem Zorn beseelt in seiner aria d’agilità La tigre arde di sdegno (Nr. 31), die der Empörung über die freche Entführung Antigonas Ausdruck gibt. Auch hier zeigt sich wieder Händels Kunst, mit wenigen Mitteln starke Emotionen zur Wirkung zu bringen, wenn die Singstimme das sich vorwiegend in der gleichsam „redenden“ instrumentalen Oberstimme durch heftige Skalengänge, Tremoli und Tonrepetitionen materialisierende Bild vom wütenden Tiger, dem man sein Junges geraubt, mit beredter Gestik kontrapunktiert. Admetos Liebesduett mit Antigona (Alma mia/Dolce ristoro, Nr. 37), das einzige Ensemble im gesamten Werk, erhält dagegen von Händel, der exponierten Stellung in der Oper gemäß, eine wiederum höchst originell gestaltete Formgebung, die von der bisher gewohnten, vorwiegend pathetischen Ausdruckssphäre entscheidend abweicht: Während die beiden Liebenden in endlich gefundener Zweisamkeit ihren zärtlichen Gefühlen füreinander Ausdruck geben und dies für die sie versteckt belauschenden Alceste und Trasimede mit beinahe penetrant wirkender Terzenseligkeit tun, spielt das Orchester völlig unbeteiligt bald in der Oberstimme, bald im Bass ein harmonisch unbegleitetes Ritornell dazu; an bestimmte angelsächsische Volksliedtypen erinnernd, isoliert es sich in seiner plakativen und ironisch gefärbten vordergründigen Heiterkeit damit völlig vom eigentlichen Inhalt des Duetts und gibt dem Zuhörenden zu erkennen, dass die Situation damit keineswegs geklärt sei und die Oper auf diese Weise auch nicht ihr Ende finden könnte. Tatsächlich wird es für Admeto nach Alcestes Enthüllung ihrer Identität am Schluss ziemlich peinlich, und er flüchtet sich geradezu glücklich in die Rolle des seinem Bruder großmütig Verzeihenden, was ihm Gelegenheit gibt, den beiden Damen die Entscheidung zu überlassen. Am Ende steht er zwar als äußerlich würdiger, im männlichen Selbstbewusstsein jedoch stark beeinträchtigter Herrscher und Ehemann vor uns, dessen moralisches Dilemma Händel mit hintergründiger Ironie auch musikalisch perfekt zu enthüllen weiß.
Die beiden weiblichen Protagonisten Alceste und Antigona stellen in ihrer einzigartigen musikalischen Charakterisierung wohl den Höhepunkt dessen dar, was Händel in dieser Akademie-Periode zu leisten in der Lage war. Um der Rollenhierarchie in seinem Ensemble zu genügen, musste er für beide Primadonnen annähernd gleichgeartete Partien schreiben, und dieser künstlerischen Herausforderung seines Genies kam er mit Ingeniosität in der formalen Handhabung der festgefügten Konventionen der opera seria, großer melodischer Ausdruckskraft in den Soloszenen und dramatisch-schlagkräftiger Gestaltung sowohl des ganzen Handlungsablaufes als auch des ständig wechselnden antiken Lokalkolorits (Szenen am Hofe des Admeto, Szenen in der Natur der Wälder und der Gärten, Szene in der Unterwelt) erfolgreich nach.
Die größte Schwierigkeit bestand für ihn zweifelsohne darin, die verschiedenen Handlungsfäden zu einer organischen Einheit zu verknüpfen und beide weiblichen Hauptpartien in diesem Sinne musikalisch wie darstellerisch überzeugend anzulegen und die Mittel, die die opera seria ihm dazu bot, konstruktiv zu nutzen. Das gelang ihm, indem er die unterschiedliche stimmliche und mimische Ausstrahlungskraft der Bordoni und der Cuzzoni bewusst zur Darstellung der Charaktere von Alceste und Antigona verwendete. Das dunkle Timbre des dramatischen Mezzosoprans der Bordoni, ihre Wortgewandtheit und technische Perfektion in der Auszierung ihrer Gesänge waren das perfekte Medium zur Darstellung der sensiblen Figur der Alceste, während die helle Sopranstimme der Cuzzoni und die unschuldig rührende Zartheit ihrer Tongebung, trotz ihrer unvorteilhaften figürlichen Erscheinung, die jungfräuliche Frische der Antigona ins rechte Licht zu setzen wussten.
In ihren sieben Arien – je zwei im ersten und dritten, drei im zweiten Akt, exakt die gleiche Verteilung wie in der Partie der Antigona – zeigt Alceste eine bewegende Entwicklung von der sich einem tragischen Geschick gegenüberstehenden antiken Heroine des ersten Aktes, deren Opfertod nur durch ihr vollkommenes Aufgehen in ihrer hingebungsvollen Gattenliebe hinreichend motiviert ist, zu einer die menschlichen Schwächen (Eifersucht und Hass auf die Nebenbuhlerin) mit gleicher Selbstüberwindung abstreifenden Frauengestalt mit durchaus aufgeklärten Zügen und Haltungen, die ihr die volle Sympathie des Zuschauers trotz ihres zeitweiligen Ausgleitens in die kleinliche Eifersüchtelei des zweiten Aktes sichert, während welcher sie in männlicher Verkleidung ein ihrer vollkommen unwürdiges Versteckspiel betreibt und ihre Gegenspielerin aus dunklen Ecken heraus belauert. Ihre erste Arie, in der sie dem schlafenden Admeto vermeintlich für immer Lebewohl sagt (Luci care, addio, Nr. 5), führt ihre Gestalt in dieser sanften, hingebungsvollen menschlichen Größe sofort musikalisch unnachahmlich in das Geschehen ein. Händel erfand für diesen unter Schmerzen geborenen Abschiedsgesang eine rührende melodische Geste, in der die Töne gleichsam wie Tränen herabtropfend sich zu einem großen musikalischen Bogen zusammenfügen, der auch formal von außergewöhnlichem Interesse ist. Diese Arie illustriert sehr anschaulich einen stilistischen Geniestreich Händels, eine dramatische Klimax durch die Modifizierung der Da-capo-Form zu erreichen. Das geschieht in diesem Falle durch Vermischung von Elementen des Arioso, des Rondo und der Da-capo-Form sowie durch den originellen Einsatz kontrastierender Ritornelle und ein Anwachsen der Vollstimmigkeit des Instrumentalsatzes, der sich vom bloßen Continuovorspiel über den Einsatz der Streicher und den überraschenden Hinzutritt einer Soloflöte (die nur an dieser Stelle in der gesamten Oper erscheint) mit neuer Thematik bis zur voll ausinstrumentierten instrumentalen Coda in überwältigender Klanglichkeit steigert. Alcestes Abschied von ihren Freundinnen drückte Händel durch ein leidenschaftliches e-Moll-Siciliano (Farò così più bella, Nr. 8) aus. Alcestes Reaktion auf ihre Befreiung aus dem Hades, ihre naive Erstauntheit, wieder an frischer Luft weilen und bald dem Geliebten wieder nahe sein zu können, äußert sich anschaulich in der Arie Quanto godrà (Nr. 17a). Das Aufatmen über die Rettung durch Ercole weicht jedoch bald einem drängenden Verlangen nach ihrem Gatten, das sich in einer ständigen Beschleunigung der Bewegung zum Schluss der Arie hin zu erkennen gibt und in den Ritornelli und den Begleitungsfiguren der Instrumente noch verstärkt zum Ausdruck kommt. Ihren größten Gefühlsausbruch erhält Alceste in ihrer Eifersuchtsarie Gelosia, spietata Aletto, die in Form einer Bravourarie angelegt ist (Antigona hatte ihre gleichartige Arie Se’n vola lo sparvier (Nr. 13) als effektvollen Abschluss des ersten Aktes singen dürfen) und mit großartig konzertierenden Abschnitten zwischen Vokal- und Instrumentalpart und einer dämonischen Wildheit des Ausdruckes operiert. Auch die Bordoni erhielt ihren Aktschluss mit der Arie Vedrò fra poco, se l’idol mio (Nr. 28), in der sie ihre unkontrollierten Gefühlsausbrüche überwindet und sich von der kleinlichen Eifersucht gegenüber Admeto befreit. Händels melodische Kraft übertrifft sich in einer solch dichten Folge von großartigen Gesängen selbst. Die breit dahinwogende, herrlich im bel canto dahinströmende Melodie wird von einem jeweils 22 Takte umfassenden klangvollen Ritornell eingeleitet und abgeschlossen, das auf imitatorischen Einsätzen und vorhaltsbetonten harmonischen Synkopenbildungen aufgebaut ist. Sobald der Vokalpart gegen eine unabhängige Streicherbegleitung zum ersten Mal einsetzt,

“[…] the music surges on in five real parts […] it makes an impression of vernal lightness and spontaneity, as if walking on air.”

„[…] brandet die Musik in fünf realen Stimmen auf […] und hinterlässt den Eindruck einer frühlingshaften Leichtigkeit und Spontaneität, als schwebe sie im Äther dahin.“

Nach diesen vollendeten Ausdrucksstudien so stark kontrastierender Stimmungen und Affekte musste die Bordoni die Gelegenheit erhalten, ihre hohe Musikalität auch in mehr artistisch angelegten Genrebildern zu erweisen. Händel gab ihr daher im dritten Akt eine reizende Naturschilderung in Là dove gli occhi io giro (Nr. 34) mit lebhaftem Vogelgezwitscher und reicher Gelegenheit, ihre „sehr geschickte Kehle“ und ihren „sehr fertigen Trillo“ entsprechend zur Geltung zu bringen. Man hat kritisch bemerkt, dass diese Arie in einer Situation, in der Alceste doch wahrscheinlich Grund zur Eifersucht gehabt hätte – jedenfalls mehr als im zweiten Akt –, reichlich unbefangen und undramatisch wirke. Sie passt jedoch auffallend gut zur vorangehenden Bildnisarie der Antigona und deren in der nächsten Szene folgenden Arie E che ci posso far (Nr. 35), mit der sie Trasimedes Liebesschmerz mit leichter Geste von sich weist, und bringt außerdem in das ansonsten recht düstere Bild von Alcestes Persönlichkeit eine lichtere Farbe, die auch ihrer letzten Arie (vor dem Schluss-Coro) Sì, caro, ti stringo al fin così nel sen amato (Nr. 38) ein heiteres und ausgeglicheneres Gepräge verleiht.
Antigonas Stärke liegt in der frischen, unbeschwerten Art, mit der Händel die Partie der Cuzzoni ausstattete und mit der sie sich zur perfekten Gegenspielerin der Alceste entwickelt. Händel macht sie zu einer bezaubernden Figur mit derjenigen frischen Anmut und Natürlichkeit, die seine jungfräulichen Heroinen fast immer auszeichnet, ohne dass sie dadurch farblos oder überspannt erscheinen. Auch Antigona erleidet ihre Konflikte, die aber nicht so stark unter die Haut gehen wie die Alcestes; sie schüttelt sie mit dem spielerischen Einschlag, der ihren Charakter prägt, leichter von sich ab als Alceste, ohne dabei jedoch oberflächlich zu wirken, und tut das mit überwältigender musikalischer Virtuosität in Arien von in gleichem Maße hohem melodischen wie artistisch-brillantem Reiz. Die ganze Partie ist von Händel sowohl musikalisch überzeugend wie dramaturgisch konsequent angelegt worden, und die geschlossene Wirkung der Oper ergibt sich nicht zuletzt gerade aus dem kontrastreichen Gegen- und Wechselspiel beider Kontrahentinnen Alceste und Antigona, die sich ihrem Charakter und ihrer Bedeutung im Handlungsablauf nach – bei aller Beachtung der Ensemblekonventionen der opera seria – musikalisch in hervorragender Weise ergänzen. Ist Alceste die königlich empfindende und handelnde liebende Frau im Sinne des antiken Originals, so erscheint Antigona als der alles belebende, von außen in die abgeschirmte Welt des thessalischen Hofes eindringende Fremdling, der alle Beteiligten aus ihrer Ruhe bringt und alle Gefühle durcheinanderwirbelt. Wie Trasimede, so ist auch Admeto am Schluss nicht mehr der unangreifbare, die Insignien der Königswürde nicht nur äußerlich zeigende Würdenträger, als der er anfangs erschien. Das bewirkt nicht zuletzt Antigona, die bereits bei ihrem ersten Auftritt von einer kurzen, aber durch die ungewöhnlich lebhaft artikulierenden Streicher (mit ihren teils staccatohaften, teils gebundenen Motiven und den lang ausgehaltenen Borduntönen im Bass) sehr malerisch wirkenden Sinfonie pastorale (Nr. 6) in ihrer ganzen kapriziösen Haltung eingeführt wird, was in krassem Gegensatz zu der verinnerlichten Stimmung von Alcestes Abschiedsarie Luci care in der vorangehenden Szene steht. Das lebhafte Accompagnato, in der Antigona dann ihrem ganzen angestauten Unmut über die vermeintliche Treulosigkeit Admetos Luft macht (Admeto, traditor, iniquo amante), und die im Menuett-Tempo gehaltene Arie Spera allor (Nr. 7), in der sie ihre Gefühle mit der Situation eines gefahrvoll auf stürmischer See dahintreibenden Schiffers vergleicht, stellt sie dem Zuschauer gleich in ihrem ganzen Denken und Fühlen wie auch in ihren handlungsbedingten Absichten vor, nicht klein beizugeben, sondern um ihr Glück zu kämpfen und dabei, wenn es sein muss, auch mit vollen Segeln zwar leidend, aber ehrenvoll unterzugehen. Im Gegensatz zur Partie der Alceste, deren große tragische Akzente in Arien mit Moll-Tonarten liegen, ist Antigonas Rolle weitgehend in Dur gehalten – bis auf eine Ausnahme: die leidenschaftliche Klage des e-Moll-Siciliano Da tanti affanni oppressa („Bedrückt von solch schwerem Kummer“, Nr. 22) vertieft durch seine verinnerlichte Pathetik wie durch die Wahl des Tongeschlechts entscheidend die Zeichnung von Antigonas geradlinigem Charakter und erweckt die Anteilnahme des Zuhörers für ihr Schicksal, bereitet so auch außerordentlich geschickt die dramaturgisch unerwartete, aber logische Lösung des verwirrten Handlungsablaufes in der Schlussszene vor. Zwischendurch verleiht Händel der Partie das für die Gestalt der Antigona so charakteristische musikalische Profil durch Arien von starkem sinnlich-melodischem Reiz in pittoresken Tonbildern wie in Se‘n vola lo sparvier mit der Schilderung des sich auf seine Beute herabstürzenden Sperbers als effektvollen Abschluss des ersten Aktes, der aria brillante E per monti (Nr. 20) mit ihren trotzigen Melodiephrasen, die aufs Genaueste den im Text vorgeformten Bildern nachgehen, oder der nicht minder malerischen Gleichnisarie La sorte mia vacilla (Nr. 27), in der Antigona ihr trügerisches Glück mit einem am Himmel bald hell aufstrahlenden, bald sich wieder verfinsternden Stern, mit trillernder Beredsamkeit durch virtuose Passagen ausgedrückt, in charakteristischen dekorativen musikalischen Wendungen vergleicht. Die Wahl der Tonarten und die Gliederung der Arien durch sie erfolgt bei Händel stets nach einem wohl ausgewogenen harmonischen Bauplan; die Tonartenverteilung der Arien von Alceste und Antigona zeigt mitunter Gemeinsamkeiten, aber oft auch starke Kontraste, die sich den inhaltlichen Spannungen des stücktragenden Konflikts sehr genau anpassen.
Die beiden anderen männlichen Partien – Admetos intriganter Bruder Trasimede und der legendäre Held und Halbgott Ercole (Herkules oder Herakles) – erfüllen ihre dramaturgische Funktion mit gleicher feinsinnig gezeichneter musikalischer Charakteristik in Soloszenen voll dankbarer sängerischer Aufgaben. Trasimede, dessen zwischen inniger Liebe zu Antigona und hasserfüllter Eifersucht auf Admeto schwankende Charakterentwicklung schließlich in einem heimtückischen Mordanschlag auf seinen Bruder kulminiert, hat die Gelegenheit, sich und seine weitgespannte Gefühlssphäre in vier klangschön instrumentierten und melodisch prägnant geformten Arien zu profilieren. Darunter ragt die mit Hörnern sowie Oboen und Streichern in virtuosem Spiel doppelchörig-konzertant angelegte Jagdarie Se l’arco avessi e i strali („Trüg’ Bogen sie und Pfeile“, Nr. 12), in der Trasimede die liebliche Erscheinung Antigonas mit der in ihr gestaltgewordenen Jagdgöttin Diana vergleicht, schon infolge ihres ungewöhnlichen Umfangs und ihrer hervorstechenden Klangfarben heraus. Da te più tosto partir vogl’io („Dann lieber will ich rasend von dir weichen“, Nr. 19) ist eine zärtliche Liebeserklärung, in der Trasimede geradlinig und direkt-musikalisch adäquat ausgedrückt durch unmittelbaren Einsatz der Singstimme (ohne vorausgehendes Ritornell) den Weg zu Antigonas Herzen sucht. Während Trasimede in diesen beiden in Durtonarten gehaltenen Arien anfangs in seiner unglücklichen Zuneigung zu Antigona immerhin noch auf das Mitgefühl des Zuschauers rechnen kann, erfolgt der Umschwung zur völlig negativen Entwicklung mit Chi è nato alle sventure („Wer zum Unglück geboren“, Nr. 26) und der brutalen Rache-Arie Armati, oh core („Waffne dich, Herze“, Nr. 36) in Gesängen mit Molltonarten, in denen Händel auch hier die für ihn charakteristische Tonartensymbolik bewahrt.
Die dramaturgisch wichtige Gestalt des Ercole ist keineswegs die deus-ex-machina-Figur, als die sie bei oberflächlicher Betrachtung ihrer Funktion im Stück scheinen könnte. Wenn die Rolle auch keine charakterliche Entwicklung im Sinne der Protagonisten zeigt, so hat Händel sie doch mit sicherem Gefühl für äußere Würde, aber auch gleichzeitig mit einem gewissen Zug für humorvoll-komödiantische Wirkungen gezeichnet. Ercole ist der geradlinig operierende, athletisch-kraftvoll zupackende Mann der Tat in der Oper, keines Hintergedankens fähig, einfach, verlässlich in seiner Freundschaft und herzerfrischend natürlich im Auftreten, nicht allzu empfänglich für intellektuelle Spitzfindigkeiten und emphatische Liebesschwüre, eher ein wenig simpel in seinem Empfinden, aber liebenswert und der gute Geist des Stückes, der überall dort eingreift, wo sich Ungerechtigkeit anbahnt. In seinen drei Soloszenen weist seine Musik Tatkraft und Entschlossenheit auf. Händel kennzeichnet diese Haltung mit einfachen Kunstgriffen, indem er die Singstimme unisono mit dem Bass führt und der Melodik des Vokalparts mit weit ausgreifenden Linien energischen und aktiven Gestus verleiht. Seinen großen Auftritt hat Ercole in der Hades-Szene zu Beginn des zweiten Aktes: Unter der Klängen einer düsteren zweiteiligen Ouvertüre öffnet sich der Schauplatz und zeigt eine tiefe Höhle in der Unterwelt, in der Alceste, an einen Felsen gekettet, von zwei höllischen Geistern gepeinigt wird. Ercole tritt auf und führt den gefangenen Höllenhund Zerberus herbei. In einem großartigen Accompagnato, bei dem die Instrumente (Streicher auf der g-Saite) das wütende Bellen des Ungeheuers nachahmen, wendet sich Ercole an die höllischen Mächte, wirft Zerberus in die Höhle, aus der Rauch und Flammen emporschießen, und steigt zu der gefesselten Alceste hinab, die angstvoll nach ihm ruft. Während eine zweite Sinfonia (Nr. 16) ertönt, kämpft der Alkide mit den Furien, verjagt diese und führt Alceste an die Oberwelt. Hier kann sich Ercole in offener Aktion beweisen, während die Musik dazu einen wesentlichen instrumentalen Effekt beiträgt, der manchmal die Charakterisierung des Helden viel tiefer für den Zuhörer deutlich macht, als dies in den rein vokalen Äußerungen der Fall ist. Händel, der sich stets sehr stark zu den anregenden Gestalten der griechischen Mythologie hingezogen fühlte, lässt in der Figur des Ercole ein Stück genial gezeichnetes Komödiantentum der antiken Dramenliteratur wieder lebendig werden, das dem Zuschauer in der Oper Gelegenheit zu einem Lächeln in der sonst so düsteren Atmosphäre von Krankheit, Tod und Meuchelmord gibt. Die kleineren Rollen des Orindo und Meraspe haben wenig Gelegenheit zu handlungsfördernder Aktivität, doch stattete Händel beide Partien mit je einer charaktervollen Arie aus, die ihnen die Möglichkeit zu entsprechender stimmlicher Artikulation bietet.

## Struktur der Oper

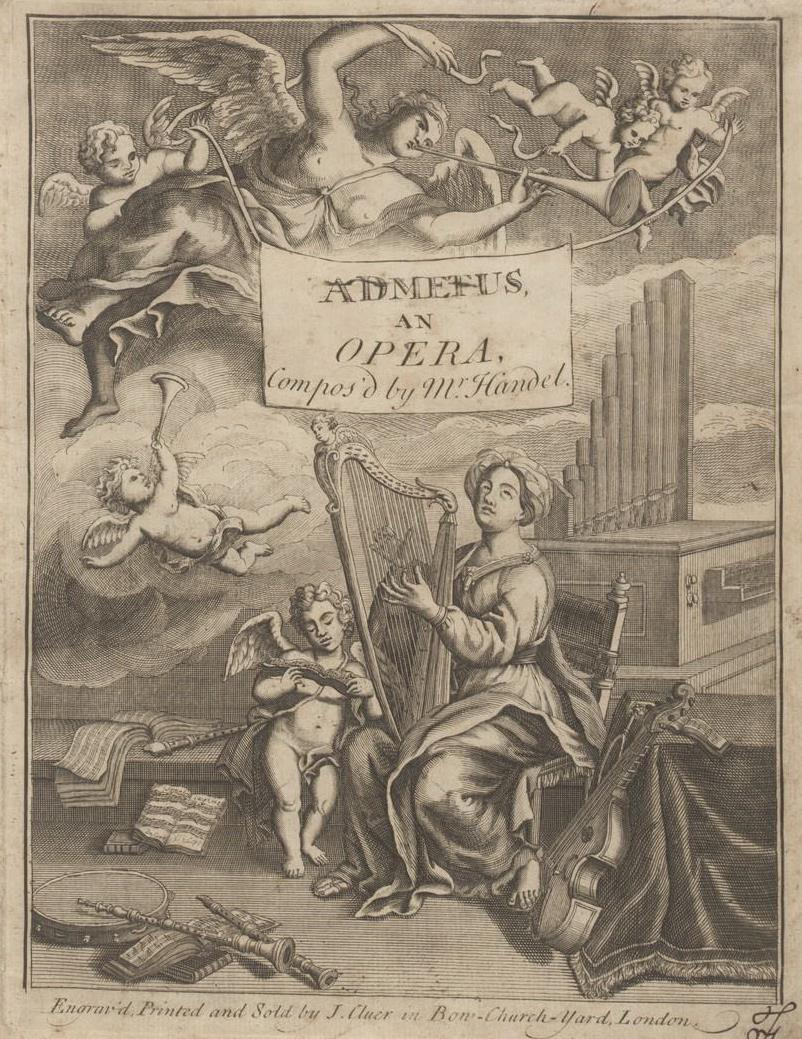
Titelblatt der Partitur im Druck von John Cluer, London 1727

Ouverture. (2 Ob, Fg, Str, BC)

### Erster Akt
| Scena I    | 1. Introduzione. (2 Ob, Str, BC)                                                            |
|            | 2. Recitativo accompagnato ed Arioso. Admeto (Str, BC) Orride larve / Chiudetevi, miei lumi |
|            | Recitativo. Orindo, Admeto Sire, l'invitto Alcide                                           |
| Scena II   | Recitativo. Ercole, Admeto A bastanza onorato nella tua Regia fui                           |
|            | 3. Aria. Ercole (2 Ob, Str, BC) La gloria sola, che ogn'or bramai                           |
| Scena III  | Recitativo. Orindo, Admeto, Alceste Consolati, Signor!                                      |
|            | 4. Recitativo accompagnato. Statua (Str, BC) Risanarti non puoi                             |
|            | Recitativo. Admeto, Alceste, Orindo Stravagante portento!                                   |
|            | 5. Aria. Alceste (Fl, Str, BC) Luci care, addio, posate!                                    |
| Scena IV   | 6. Sinfonia e Recitativo accompagnato. Antigona, Meraspe (2 Ob, Str, BC) Admeto traditor    |
|            | 7. Aria. Antigona (2 Ob, Str, BC) Spera allor, che in mar turbato                           |
| Scena V    | Recitativo. Alceste Non lagrimate                                                           |
|            | 8. Aria. Alceste (Str, BC) Farò così più bella                                              |
| Scena VI   | 9. Aria. Admeto (2 Ob, Str, BC) Cangiò d’aspetto il crudo fato                              |
|            | Recitativo. Ercole, Admeto, Voce di dentro, Orindo Quanto io goda, Admeto                   |
| Scena VII  | Recitativo. Orindo, Admeto, Ercole Oh, come spesso è, Sire                                  |
|            | 10. Aria. Admeto (Str, BC) Un lampo è la speranza                                           |
| Scena VIII | Recitativo. Antigona, Meraspe Meraspe ancor dalla citta non torna                           |
| Scena IX   | 11. Sinfonia. (2 Ob, 2 Hr, Str, BC)                                                         |
|            | Recitativo. Trasimede, Meraspe, Antigona Cara Antigona amata                                |
|            | 12. Aria. Trasimede (2 Ob, 2 Hr, Str, BC) Se l’arco avessi e i strali                       |
| Scena X    | Recitativo. Antigona, Meraspe Non potra meglio il fato                                      |
|            | 13. Aria. Antigona (2 Vl, BC) Se’n vola lo sparvier per ogni estraneo lido                  |

### Zweiter Akt
| Scena I    | 14. (Ouverture.) (2 Ob, Str, BC)                                                 |
|            | 15. Recitativo accompagnato. Ercole, Alceste (2 Vl, BC) In vanti scuoti, in vano |
|            | 16. Sinfonia. (2 Ob, Fg, Str, BC)                                                |
|            | Recitativo. Ercole, Alceste Ecco, Alceste spezzati                               |
|            | 17a. Aria. Alceste (2 Ob, Fg, Str, BC) Quanto godrà, allor che mi vedra          |
| Scena II   | Recitativo. Antigona, Orindo E che sperar poss’io                                |
|            | 18a. Aria. Orindo (2 Vl, BC) Bella, non t’adirar!                                |
| Scena III  | Recitativo. Trasimede, Antigona, Orindo Godo, oh bella                           |
|            | 19. Aria. Trasimede (Str, BC) Da te più tosto partir vogl’io                     |
| Scena IV   | Recitativo. Antigona Per me si strugge Trasimede, oh Dio!                        |
|            | 20. Aria. Antigona (2 Ob, Str, BC) E per monti e per piano e per selve           |
| Scena V    | Recitativo. Orindo, Admeto Sire, da che bramasti                                 |
|            | 21. Aria. Admeto (2 Ob, Str, BC) Sparite, oh pensieri, se solo volete            |
| Scena VI   | Recitativo. Antigona, Meraspe, Trasimede Ecco chi tanto adoro                    |
|            | 22. Aria. Antigona (2 Ob, Str, BC) Da tanti affani oppressa                      |
| Scena VII  | Recitativo. Ercole, Alceste A qual fine, oh Regina                               |
|            | 23. Aria. Alceste (2 Ob, Str, BC) Gelosia, spietata Aletto                       |
| Scena VIII | 24. Recitativo accompagnato. Admeto Quivi tra questi solitarii orrori            |
|            | 25. Aria. Admeto (2 Ob, Str, BC) Ah, sì, morrò                                   |
| Scena IX   | Recitativo. Antigona, Trasimede Lasciatemi, oh felloni!                          |
| Scena X    | Recitativo. Trasimede Questo dunque è il ritratto                                |
|            | 26. Aria. Trasimede (2 Ob, 2 Vl, BC) Chi è nato alle sventure                    |
| Scena XI   | Recitativo. Antigona, Alceste Il ritratto d’Admeto                               |
|            | 27. Aria. Antigona (2 Ob, Str, BC) La sorte mia vacilla                          |
| Scena XII  | Recitativo. Alceste Quest’e dunque la fede                                       |
|            | 28. Aria. Alceste (2 Ob, Str, BC) Vedrò fra poco, se l’idol mio                  |

### Dritter Akt
| Scena I    | 29. Aria. Admeto (2 Vl, BC) A languir ed a penar m’ha destinato Amor                    |
|            | Recitativo. Meraspe, Admeto, Orindo Ah Sire, imploro                                    |
|            | 30. Aria. Meraspe (2 Ob, Str, BC) Signor, lo credi a me                                 |
| Scena II   | Recitativo. Admeto Amor, qual nuova fiamma                                              |
|            | 31. Aria. Admeto (2 Ob, 2 Vl, BC) La tigre arde di sdegno                               |
| Scena III  | Recitativo. Ercole, Admeto Dalla Regia dell'ombre                                       |
|            | 32. Aria. Ercole (2 Ob, Str, BC) Amor è un tiranno                                      |
| Scena IV   | Recitativo ed Arioso. Antigona Sì ti bacio, oh bella imago / Dio! Labro vile ed indegno |
| Scena V    | Recitativo. Rodrigo, Evanco, Giuliano Ola, soldati, ecco qui                            |
|            | 33. Aria. Antigona (2 Ob, Str, BC) Io ti bacio, oh bella imago                          |
| Scena VI   | Recitativo. Ercole, Orindo, Alceste Che veggio, oh ciel, che veggio?                    |
|            | 34. Aria. Alceste (2 Vl, BC) Là dove gli occhi io giro                                  |
| Scena VII  | Recitativo. Meraspe, Trasimede, Antigona Prence, meco gioisci!                          |
|            | 35. Aria. Antigona (2 Vl, BC) E che ci posso far                                        |
|            | Recitativo. Trasimede Mie speranze abbattute                                            |
|            | 36. Aria. Trasimede (Str, BC) Armati, oh core, di cieco sdegno!                         |
|            | Recitativo. Trasimede Ma giunge il Re                                                   |
| Scena VIII | Recitativo. Admeto, Alceste, Antigona, Trasimede Vieni, Antigona mia                    |
|            | 37. Duetto. Antigona, Admeto (2 Ob, 2 Vl, BC) Alma mia! Dolce ristoro!                  |
|            | Recitativo. Trasimede, Alceste, Admeto Muori! Fermati, iniquo!                          |
| Scena IX   | Recitativo. Orindo, Admeto, Antigona, Alceste Signore…? Sia arrestato costui!           |
| Scena X    | Recitativo. Ercole, Alceste, Admeto Opportuno qui giungo                                |
| Scena XI   | Recitativo. Trasimede, Admeto, Alceste, Antigona No, no, Signor, son qui                |
|            | 38. Aria. Alceste (2 Ob, Str, BC) Sì, caro, caro, sì                                    |
|            | Recitativo. Admeto Ad Alceste la vita, a te l'onore                                     |
|            | 39. Coro. (2 Ob, 2 Hr, Str, BC) Se un core è contento                                   |

## Erfolg & Kritik
Händels Nachbarin und seine lebenslange Verehrerin Mary Pendarves war am 25. Januar 1727 mit einer Freundin, Mrs. Legh, zur ersten Probe des Admeto mit Faustina, Cuzzoni & Senesino anwesend und schrieb danach ihrer Schwester

“Mrs. Legh is transported with joy at […] hearing Mr. Handel’s opera […] she is out of her senses.”

„Mrs. Legh ging voller Freude […] Händels Oper zu hören […] sie ist wie von Sinnen.“

Johann Joachim Quantz meinte, Admeto habe

„[…] prächtige Musik. Die Faustina, die Cuzzoni und Senesino, alle drey Virtuosen vom ersten Range, waren die Hauptacteurs darinn, die übrigen waren mittelmäßig (…). Das Orchester bestand gröstentheils aus Deutschen, aus einigen Italienern, und ein paar Engelländern. Castrucci, ein italienischer Violinist, war der Anführer. Alle zusammen machten, unter Händels Direction, eine überaus gute Wirkung.“

Über Senesino, den er schon 1719 in Dresden gehört hatte, schrieb er:

„Senesino hatte eine durchdringende, helle, egale und angenehme tiefe Sopranstimme, (mezzo Soprano) eine reine Intonation, und schönen Trillo. In der Höhe überstieg er selten das zweygestrichene f. Seine Art zu singen war meisterhaft, und sein Vortrag vollständig. Das Adagio überhäufte er eben nicht zu viel mit willkührlichen Auszierungen: Dagegen brachte er die wesentlichen Manieren mit der größten Feinigkeit heraus. Das Allegro sang er mit vielem Feuer, und wußte er die laufenden Passagien, mit der Brust, in einer ziemlichen Geschwindigkeit, auf eine angenehme Art heraus zu stoßen. Seine Gestalt war für das Theater sehr vortheilhaft, und die Action natürlich. Die Rolle eines Helden kleidete ihn besser, als die von einem Liebhaber.“

Über Francesca Cuzzoni:

„Die Cuzzoni hatte eine sehr angenehme und helle Sopranstimme, eine reine Intonation und schönen Trillo. Der Umfang ihrer Stimme erstreckte sich vom eingestrichenen c bis ins dreygestrichene c. Ihre Art zu singen war unschuldig und rührend. Ihre Auszierungen schienen wegen ihres netten, angenehmen und leichten Vortrags nicht künstlich zu seyn: indessen nahm sie durch die Zärtlichkeit desselben doch alle Zuhörer ein. Im Allegro, hatte sie bey den Passagien, eben nicht die größte Fertigkeit; doch sang sie solche sehr rund, nett, und gefällig. In der Action war sie etwas kaltsinnig; und ihre Figur war für das Theater nicht allzu vortheilhaft.“

Schließlich über Faustina Bordoni:

„Die Faustina hatte eine zwar nicht allzuhelle, doch aber durchdringende Mezzosopranstimme, deren Umfang sich damals [zur Zeit des „Admeto“] vom ungestrichenen b nicht viel über das zweygestrichene g erstreckte, nach der Zeit aber, sich noch mit ein paar Tönen in der Tiefe vermehret hat. Ihre Art zu singen war ausdrückend und brillant (un cantar granito). Sie hatte eine geläufige Zunge, Worte geschwind hintereinander und doch deutlich auszusprechen, eine sehr geschickte Kehle, und einen schönen und sehr fertigen Trillo, welchen sie, mit der größten Leichtigkeit, wie und wo sie wolte, anbringen konte. Die Passagien mochten laufend oder springend gesetzt seyn, oder aus vielen geschwinden Noten auf einem Tone nacheinander, bestehen, so wußte sie solche, in der möglichsten Geschwindigkeit, so geschickt heraus zu stoßen, als sie immer auf einem Instrumente vorgetragen werden können. Sie ist unstreitig die erste, welche die gedachten, aus vielen Noten auf einem Tone bestehenden Passagien, im Singen, und zwar mit dem besten Erfolge, angebracht hat. Das Adagio sang sie mit vielem Affect und Ausdrucke; nur mußte keine allzutraurige Leidenschaft, die nur durch schleiffende Noten oder ein beständiges Tragen der Stimme ausgedrücket werden kann, darinne herrschen. Sie hatte ein gut Gedächtniß in den willkührlichen Veränderungen, und eine scharfe Beurtheilungskraft, den Worten, welche sie mit der größten Deutlichkeit vortrug, ihren gehörigen Nachdruck zu geben. In der Action war sie besonders stark; und weil sie der Vorstellungskunst (…) in einem hohen Grade mächtig war, und nach Gefallen, was für Minen sie nur wolte, annehmen konte, kleideten sie so wohl die ernsthaften, als verliebten und zärtlichen Rollen gleich gut: Mit einem Worte, sie ist zum Singen und zur Action gebohren.“

Charles Burney berichtet, dass ein Mann in der Galerie während einer Aufführung des Admeto die Cuzzoni bejubelte und am Ende einer Arie die Worte rief:

“Damn her! she has got a nest of nightingales in her belly.”

„Verdammtes Weib! Sie hat ein ganzes Nest von Nachtigallen im Leibe!“

Burney fiel auch ein Textbuch einer Aufführung im Haymarket-Theater in die Hand. In der Besetzungsliste hatte Lady Sarah Cowper (die Frau Spencer Cowpers und eine Schwester des William Clavering-Cowper, 2. Earl Cowper) neben Faustinas Namen geschrieben:

„She is the devil of a singer.“

„Sie ist der Teufel eines Sängers.“

Die Countess of Pembroke, Mary Howe, schrieb im Frühjahr 1727 an Lady Sundon (Charlotte Clayton), die Garderobendame der Prinzessin Caroline:

“[…] Cuzzoni had been publicly told […] she was to be hissed off the stage on Tuesday; she was in such concern at this, that she had a great mind not to sing, but I […] positively ordered her not to quit the stage, but let them do what they would […] and she owns now that if she had not that order she would have quitted the stage when they cat-called her to such a degree in one song, that she was not heard one note, which provoked the people that liked her so much, that they were not able to get the better of their resentment, but would not suffer the Faustina to speak afterwards.”

„[…] daß man der Cuzzoni […] öffentlich erzählt hat, man würde sie am Dienstag von der Bühne herunter zischen; sie war darüber in solcher Besorgniß, daß sie große Lust hatte garnicht zu singen, aber ich […] gab ihr die ganz bestimmte Weisung, nicht die Bühne zu verlassen, es geschehe auch da was da wolle […] und sie bekennt nun, daß, wenn sie nicht diesen Befehl gehabt hätte, sie die Bühne verlassen haben würde, als die Gegner in einem ihrer Gesänge so katzmusicierten, daß kein Mensch eine Note hören konnte, was diejenigen, welche sie so gern hören, entrüstete, die nun auch nicht dulden wollten, daß Faustina nach ihr zu Wort komme.“

## Orchester
Traversflöte, zwei Oboen, Fagott, zwei Hörner, Streicher, Basso continuo (Violoncello, Laute, Cembalo).

## Diskografie
- Mithridate/Ponto PO-1029 (1968): Maureen Lehane (Admeto), Janet Baker (Alceste), Sheila Armstrong (Antigona), Margaret Lensky (Trasimede), John Kitchener (Ercole), Jean Temperley (Orindo), Norman Welsby (Meraspe).
 The Baroque Opera Orchestra; Dir. Anthony Lewis.
- Virgin 61369-2 (1977): René Jacobs (Admeto), Rachel Yakar (Alceste), Jill Gomez (Antigona), James Thomas Bowman (Trasimede), Ulrik Cold (Ercole), Rita Dams (Orindo), Max von Egmond (Meraspe).
 Il complesso barocco; Dir. Alan Curtis. (217 Min.)
- Arthaus 101257 (2007): Matthias Rexroth (Admeto), Romelia Lichtenstein (Alceste), Mechthild Bach (Antigona), Tim Mead (Trasimede), Raimund Nolte (Ercole), Melanie Hirsch (Orindo), Gerd Vogel (Meraspe).
 Händelfestspielorchester Halle; Dir. Howard Arman. (DVD, 196 Min.)
- C Major 702008 (2009): Tim Mead (Admeto), Marie Arnet (Alceste), Kirsten Blaise (Antigona), David Bates (Trasimede), William Berger (Ercole), Andrew Radley (Orindo), Wolf Matthias Friedrich (Meraspe).
 FestspielOrchester Göttingen; Dir. Nicholas McGegan. (DVD, 181 Min.)